# Vanesa Kaladzinskaya
Vanesa Kaladzinskaya (Babruysk, 27 de dezembro de 1992) é uma lutadora de estilo-livre bielorrussa, medalhista olímpica.

## Carreira
Kaladzinskaya participou dos Jogos Olímpicos de Verão de 2020 em Tóquio, onde participou do confronto de peso galo, conquistando a medalha de bronze após derrotar Jacarra Winchester.